# Chèvrefeuille des Baléares
Lonicera implexa
Espèce
Classification phylogénétique
Le Chèvrefeuille  des Baléares  ou Chèvrefeuille  entrelacé  ou Chèvrefeuille de Mahon (Lonicera implexa), en anglais Evergreen Honeysuckle et Mediterranean Honeysuckle,  est une liane arbustive de la famille des Caprifoliacées.

## Description
Le Chèvrefeuille des Baléares est une liane de 1 à 2 mètres de haut aux feuilles persistantes très coriaces, opposées.
Les fleurs sont à tube rose et corolle blanche, peu parfumées, et les fruits sont rouges à maturité.

### Caractéristiques
Organes reproducteurs
- Période de floraison : mars à octobre
- Inflorescence : cyme multipare
- Sexualité : hermaphrodite

Ordre de maturation
- Pollinisation : entomogame, autogame

Graine
- Fruit : baie
- Dissémination : endozoochore

## Habitat et répartition
C'est un petit arbuste des bois et des rochers du pourtour méditerranéen, Afrique-du-Nord, et Europe.
En France métropolitaine, le chèvrefeuille  des Baléares est présent en Corse, en Provence et dans le Languedoc.

## Synonymes
- Caprifolium implexum Aiton, 1814
- Lonicera caprifolium Desf.

## Sous-espèces
- Lonicera implexa Aiton  subsp. splendida (Boiss.) O.Bolòs  , Vigo  , Masalles  &  Ninot
- Lonicera implexa Aiton  subsp. valentina (Pau ex Willk.) Rivas Mart.  &  M.J.Costa